# Pilawa (obwód tarnopolski)
Pilawa (ukr. Пилява, Pylawa) – wieś na Ukrainie, w obwodzie tarnopolskim, w rejonie czortkowskim.

## Historia
Została założona jako miasteczko na prawie sasko-magdeburskim w 1640 z zamkiem obronnym na mocy przywileju króla Władysława IV Wazy. Założycielami miasteczka byli dominikanie, kolejnymi właścicielami byli książęta Czartoryscy herbu Pogoń Litewska.
W 1905 właścicielem dóbr tabularnych Pielawa był Jan Gołębski, zaś dóbr tabularnych Pielawa, Janówka Władysław Wiktor Czaykowski.
Po zakończeniu I wojny światowej od listopada 1918 roku do lata 1919 roku Pilawa znajdowała się w granicach Zachodnioukraińskiej Republice Ludowej.
Po przyłączeniu do Polski Pilawa stanowiła początkowo odrębną gminę wiejską w powiecie buczackim, w województwie tarnopolskim, którą 1 sierpnia 1934 scalono z sąsiednimi gminami tworząc nową gminę wiejską Podzameczek.
Od 1944 wieś jest siedzibą rady wiejskiej.
We wsi urodził się Marjan Kruszelnycki, ukraiński aktor i pedagog.